# Angst (musikalbum)
Angst är ett album utgivet av industrial bandet KMFDM 1993.

## Låtlista
| Nr  | Titel              | Längd | Notering                                   |
| --- | ------------------ | ----- | ------------------------------------------ |
| 1.  | Light              |       | Konietzko/Esch/Am/Durante/Shepard          |
| 2.  | A Drug Against War |       | Konietzko/Esch/Am/Durante/Shepard          |
| 3.  | Blood (Evil Mix)   |       | Konietzko/Esch/Am/Durante/Shepard          |
| 4.  | Lust               |       | Konietzko/Esch/Am/Durante/Shepard          |
| 5.  | Glory              |       | Konietzko/Am/Shepard                       |
| 6.  | Move On            |       | Konietzko/Esch/Am/Durante/Shepard          |
| 7.  | No Peace           |       | Konietzko/Esch/Am/Durante/Shepard          |
| 8.  | A Hole in the Wall |       | Konietzko/Esch/Am/Durante/Shepard          |
| 9.  | Sucks              |       | Konietzko/Am                               |
| 10. | The Problem        |       | Konietzko/Esch/Am/Durante/Shepard/Anderson |

### Medverkande
- Sascha Konietzko
- En Esch
- Svet Am
- Mark Durante
- Dorona Alberti - sång (1,4,6,7,10)
- Christine Siewert - sång (3)